# Weymouth Wales
Der Weymouth Wales FC ist ein 1958 gegründeter Fußballverein aus Carrington Village, einem Dorf auf der Insel Saint Michel auf Barbados.

## Geschichte
Der Verein wurde am 16. Dezember 1958 gegründet und spielte zeitweise unter den Namen New South Wales (1962–1972) und Pan-Am Wales (1973–1977), ehe er zu seinem heutigen Namen zurückkehrte.
Aktuell spielt der Klub in der Premier League, der höchsten Spielklasse des Fußballverbands von Barbados. Er ist mit insgesamt 19 Meisterschaften und 13 Pokalsiegen der erfolgreichste Verein des Landes.

## Stadion
Seine Heimspiele trägt der Verein im 1.500 Zuschauer fassenden Wildey Astro Turf im Sir Garfield Sobers Complex der Hauptstadt Bridgetown aus.

## Erfolge
- Barbadischer Meister (20×): 1962, 1964, 1967, 1969, 1970, 1971, 1972, 1973, 1974, 1975, 1976, 1978, 1981, 1984, 1986, 2012, 2017, 2018, 2023, 2024
- Barbadischer Pokalsieger (13×): 1967, 1969, 1970, 1972, 1975, 1984, 1987, 2011, 2014, 2016, 2017, 2019, 2023